# Die Schrubber-Gang
Die Komödie Die Schrubbergang ist ein kanadischer Kinderfilm vom Regisseur Jean Beaudry aus dem Filmjahr 1992. Kinostart in Deutschland war der 15. Oktober 1992. 
Der Film ist der dreizehnte Teil aus der TV-Film-Reihe Tales For All (Contes pour tous).

## Handlung
Benoît macht sich Sorgen um die Finanzen in der Familie. Sein Vater verdient seiner Meinung nach viel zu wenig Geld. Und so beschließt er selber Geld zu verdienen. In der Zeitung findet er einen Artikel über ein vierzehnjähriges Mädchen, das durch eine eigene Firma Millionärin geworden ist. Wenn ein Mädchen, das nur ein paar Jahre älter als er ist, dies kann, dann kann er es auch. Zusammen mit seinem Freund Charles will er eine Firma gründen, die Arbeiten in der Nachbarschaft anbietet.
Zunächst muss das Startkapital beschafft werden. Benoît verschafft sich dies durch Flohmarktverkäufe. Charles hingegen erfährt von seinem Vater, dass es immer gewinnbringender ist, das Geld von anderen für sich arbeiten zu lassen. Also nimmt er sich eine Kette von seiner Mutter und versetzt diese beim Pfandleiher. Da ihm noch Geld fehlt, leiht er sich dies bei Chloe. Sie ist die Anführerin einer Kindergruppe, die ebenfalls Dienste in der Nachbarschaft anbietet. Cloe verlangt ziemlich hohe Zinsen für das Geld.
Zunächst läuft das Geschäft gut an. Benoît besteht aber darauf, das meiste Geld wieder in die Firma zu investieren, und so fehlt Charles das Geld, um sein geliehenes Geld zurückzuzahlen und die Kette auszulösen. Und Benoît weiß nicht, dass Charles sich das Geld nur geliehen hat. Daraufhin leiht sich Charles Geld von Marie, die dafür auch Teilhaberin der Firma werden will. Maries Traum ist es, Reporterin zu werden. Daher dokumentiert sie den Werdegang der Firma.
Währenddessen ist Cloe gar nicht begeistert von der Konkurrenz. Daher lässt sie die Arbeit der „Schrubbergang“ sabotieren. So muss diese wieder viel Geld zurückzahlen. Hinzu kommt noch, dass vom Geschäftskonto Geld abgehoben wurde. Man verdächtigt schnell Charles, da dieser sich Geld geliehen hatte, was die Anderen inzwischen erfahren haben. Daher wird dieser aus der Firma ausgestoßen. Marie erfährt schließlich, dass Benoît das Geld genommen hat. Dieser hat damit frühzeitig die Schulden bezahlt, die sein Vater beim Lebensmittelhändler hat. Sein Vater hätte das Geld aber ein paar Tage später bezahlt. Daraufhin verlässt Marie die Firma, so dass Benoît alleine da steht. Marie ist so wütend, dass sie einen vernichtenden Bericht über Benoît machen will.
Benoîts Vater erklärt seinem Sohn daraufhin, das Geld alleine nicht alles ist. Durch sein zu kapitalistisches Verhalten hat er alle seine Freunde verärgert. Benoît arbeitet daraufhin hart, um alle Schulden seiner Firma zu tilgen. Danach versöhnt er sich auch wieder mit seinen Freunden. Und Charles hat auch seine Lektion gelernt, dass man auch hart arbeiten muss, wenn man etwas erreichen will. Am Ende erkennt auch Marie, dass alles immer zwei Seiten hat und dass man beim ehrlichen Journalismus dies auch berücksichtigen muss.

## Kritik
Cinema nannte den Film: „BWL für die Kleinen: große Klasse!“ Eine „Jugendkomödie um Kids im Dienstleistungsgewerbe. Putzen, Rasen mähen, Baby sitten: Drei Kids gründen ein Service-Unternehmen und bekommen die harte Realität der Wirtschaft zu spüren. Erst fehlt Geld in der Kasse, dann taucht eine intrigante Konkurrenz auf.“
Der Deutsche Filmdienst beurteilte den Film als „Komödie für ältere Kinder. Drei Schüler wollen während der Ferien Geld mit einer eigenen Dienstleistungsfirma verdienen. Sie putzen, entsorgen Müll, mähen Rasen und arbeiten als Babysitter. Bald werden die Jung-Unternehmer jedoch mit der rauhen Wirklichkeit des Geschäftslebens konfrontiert.“